# Atelier commémoratif « Josip Broz Tito » à Smederevska Palanka
L'atelier commémoratif « Josip Broz Tito » à Smederevska Palanka (en serbe cyrillique : Спомен радионица Јосип Броз Тито у Смедеревској Паланци ; en serbe latin : Spomen radionica Josip Broz Tito u Smederevskoj Palanci) se trouve à Smederevska Palanka, dans le district de Podunavlje, en Serbie. Il est inscrit sur la liste des monuments culturels protégés de la république de Serbie (identifiant no SK 557).

## Présentation

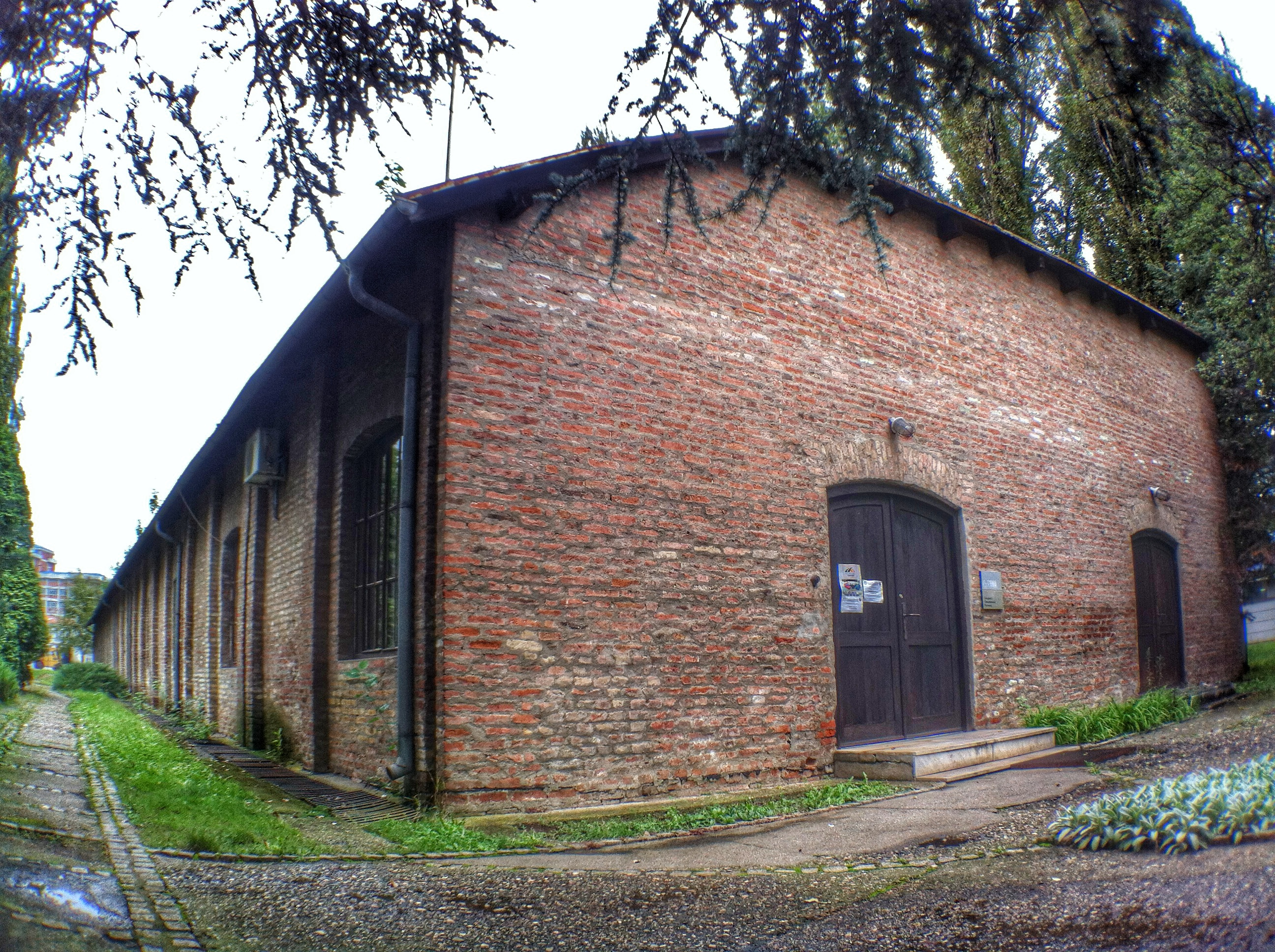
Autre vue du bâtiment.

L'atelier est lié au souvenir de Josip Broz Tito, qui, en 1926, alors âgé de 34 ans, arrive en Serbie ; il obtient un emploi à l'usine « Jasenica », aujourd'hui « Goša », qui travaille notamment dans la construction de locomotives et la production d'acier.
Le bâtiment a été construit en 1923.
En 1976, des travaux ont été réalisés pour transformer l'atelier, situé à l'intérieur du complexe de l'usine Goša, en musée commémoratif. Une collection permanente montre des outils et des objets anciens et l'atelier où travaillait Tito a été complètement reconstruit. Une plaque commémorative en bronze avec un portrait en relief de Tito a été installée sur l'atelier ; elle a été créée par le sculpteur serbe Oto Logo.